# Извержение из сана
Изверже́ние из свяще́нного чи́на (лишение сана) — лишение клирика (диакона, священника или епископа) его духовного сана, то есть степени священства.
В других источниках указано, что Расстрижение —  способ «снятия» или «лишения» духовного сана, «снятие» или «лишение» власти церковной духовного сана с лиц, принадлежащих к нему и виновных в каком-либо преступлении; может быть и добровольное. Осуществляется высшими органами церковно-судебной власти в связи с совершением духовным лицом деяний или выражением взглядов, несовместимых с вероучением или грубо нарушающих церковное право. Не следует смешивать с иным прещением (дисциплинарным наказанием) — запрещением в священнослужении, которое носит временный характер и может применяться единолично правящим епископом в отношении клирика, находящегося в его канонической юрисдикции, то есть относящегося к его епархии. Лишенный священного сана или монашества — Расстри́га (м.), а расстриженный поп — Распо́па или Распо́п (м.).

## В православных церквях
В Русской православной церкви в настоящее время извержение священнослужителей из сана осуществляется, как правило, решением Архиерейского собора, который, согласно нынешнему Уставу этой церкви, является её церковным судом высшей инстанции (в прошлом решения такого рода принимал Священный синод).
Более распространённой мерой наказания священнослужителей, чем извержение из сана, является запрещение в служении — запрещение священнослужителю совершать богослужение. Продолжение запрещённым священнослужителем пропаганды его осуждённых взглядов, отсутствие раскаяния и в особенности совершение им богослужения, будучи под запрещением, могут в дальнейшем служить основанием для его извержения из сана.
Извержение из сана не означает отлучения от церкви. Однако на практике церковное руководство одновременно с принятием решения об извержении священнослужителя нередко принимает также решение о его последующем отлучении от церкви.

### История
В царской и имперской России и Сербском княжестве (позднее, королевстве) извержение священнослужителя из сана физически знаменовалось расстрижением. Этот обряд состоял в том, что по прочтении изверженному лицу указа о присуждении его к лишению духовного сана, с него снимали усвоенные этому сану одежды — рясу, подрясник, камилавку, клобук и т. д., остригали у него волосы на голове и бороду, облачали в простое мирское платье и отнимали «ставленую грамоту» (документ-свидетельство о рукоположении в священство). Весь процесс мог происходить в храме, под возгласы «Анаксиос!» («недостоин!»), в завершение чего расстриженного священнослужителя жезлом изгоняли из храма. Так проходило, например, расстрижение Могилёвского архиепископа Варлаама, осуждённого за измену родине в 1813 году. В других случаях (например, в Тамбовской епархии ок. 1830 г.) извергаемого из священного сана облачали в священные одежды в храме, давали ему проститься со святынями алтаря, и затем вели в полном облачении через город в консисторию, где консисторский сторож (пристав) ножницами проводил собственно расстрижение, и с извергаемого из сана брали официальную подписку в том, что он далее не будет именовать себя священником или диаконом.
Акт расстрижения применялся как по отношению к лицам, которые самой духовной властью были исключены из духовного сана за пороки и проступки, так и по отношению к лицам духовного звания, приговором светского суда признанным виновными в уголовном преступлении. Последнее, например, произошло с сербским протоиереем Миланом Джуричем, осуждённым в 1899 году на 20 лет каторги за покушение на жизнь короля Милана Обреновича.
Известный богослов XX века архимандрит Киприан (Керн) находил традиционный обряд расстрижения «страшным и кощунственным» и признавал его равнозначным «Чёрной мессе» с её «действиями наизнанку». Хотя в наше время такой обряд уже не проводится, извержение из сана продолжает рассматриваться церковью со чрезвычайной серьёзностью. Как отметил митрополит (впоследствии Патриарх Московский и всея Руси) Кирилл в 2008 г, «извержение из сана означает одновременно и гибель души».
В царской и имперской России бывший («расстриженный») священнослужитель в обиходе назывался расстригой и подвергался значительному поражению в гражданских правах в течение многих лет после извержения из сана. На начало XX столетия лишенные духовного сана через расстрижение не могли поступать на государственную или общественную службу, священники — в продолжение 20 лет (при добровольном расстрижении — 10 лет), диаконы — 12 лет (при добровольном расстрижении — 6 лет), и в течение 7 лет не имеют права въезда в столицы.
В последнее время получили распространение случаи перехода священнослужителей, извергнутых из сана Русской православной церковью (Московским Патриархатом), в разного рода неканонические юрисдикции. Часто извержение из сана происходит уже после перехода священнослужителя в одну из подобных юрисдикций.

## В Римско-католической церкви
В отличие от Православной церкви, Римско-католическая церковь верит в то, что аналогично крещению и миропомазанию, таинство рукоположения налагает неизгладимую печать («характер») на посвящаемого в священный сан. Ни «недостоинство» священнослужителя, ни какие-либо действия церковного руководства, вплоть до самого папы, не могут устранить благодать Святого Духа, которая делает посвящённого орудием Христа. Вследствие этого, хотя церковное руководство и может освободить священнослужителя от обязательств и функций, связанных со священством, или запретить ему их исполнение, это не делает его мирянином в строгом смысле этого слова. В связи с этим по отношению к таким клирикам в католической церкви используется термин «запрещение в священнослужении», а не «извержение из сана» (из которого, по католическому учению, извергнуть невозможно). Поэтому хотя запрещённому в служении католическому священнику и запрещено совершать евхаристию и другие таинства, если он их всё же совершает в нарушение запрета, они считаются действительными.
В 1990-е и 2000-е годы широкую известность в ряде стран получили случаи запрещения в священнослужении отдельных католических священнослужителей за растление несовершеннолетних.